# Ян Вітсен
Ян Вітсен (нід. Jan Cornelisz. Witsen; 1569—1636) — голландський комерсант часів Республіка Об'єднаних провінцій.

## Життєпис
Походив з амстердамського патриціанського роду Вітсенів. Молодший син політика і торговця Корнеліса Якоба Вітсена. Народився 1569 року в Амстердамі. Замолоду разом з братом Йонасом долучився до родинної справи торгівлі оселедцем. 1595 році після смерті батька розділив спадок. У 1597 році оженився на представниці знатного роду ван Ваверен.
Протягом 1610-х років разом з братом Йонасом і стрийком Геррітом активно діяв з розвитку торгівлі з Московським царством. 1614 року отримав сприяння штатгальтера Моріца Оранського, який звернувся до царя Михайла I щодо дозволу голландським купцям на чолі з Яном і Йонасом Вітсенами торгувати в Московії, а також Волгою рушити до Персії і Бухарського ханства.
З 1620-х років спільно з родом ван Меркт брав участь в торгівлі з італійськими державами, часто займаючись посередницькою торгівлею між Московією, Англією і Італією. Також долучився до акціонерів Вест-Індської компанії.
Після смерті батька і стрийка у 1626 році Ян вітсен фактично очолив родинну справу Вітсенів. Особливу увагу зосередив на торгівлі з Левантом. Діяв спільно з небожами Корнелісом і Яном. Водночас уславився як колекціонер. У 1628 році спільно з сином Корнелісом продав значну частину коштовних виробів і картин (причини цього невідомі). Купував картини голландських майстрів. Помер 1636 року.

## Родина
Дружина — Маргарита Оетґенсон ван Ваверен.
Діти:
- Корнеліс (1605—1669), бургомістр Амстердама
- Петронелла, дружина з 1628 року Якоба ван дер Меркта
- Марія